# ビッグ・トラブル (2006年の映画)
『ビッグ・トラブル』(Big Nothing) は、2006年に製作されたジャン=バチスト・アンドレア監督、デヴィッド・シュワイマー、サイモン・ペッグ出演のクライム・サスペンス映画である。

## 概要
本作はイギリスの人気コメディアンであるサイモン・ペッグと、人気ドラマ『フレンズ』で知られるデヴィッド・シュワイマー共演の現代版フィルム・ノワール調のブラック・コメディである。共演にはナターシャ・マケルホーンやミミ・ロジャース、ジョン・ポリトらで日本では劇場未公開に終わったが、先が読めない展開の早いストーリーと個性派俳優たちの優れた演技で完成度の高い作品になっている。

## あらすじ
アメリカの田舎町。作家志望のチャーリー（デヴィッド・シュワイマー）は、失業中の身。作品を一つ仕上げたはいいけれど、出版社からの反応はゼロ。そんな彼だが、妻で地元の警官のペネロペ（ナターシャ・マケルホーン）はそんな彼を励まし続けていた。だが、収入もない自分の情けなさからチャーリーはIT関連会社コールセンターの顧客対応係として働き始める。雇い主から自分の席へ通されたチャーリーは、隣のデスクに座るガス（サイモン・ペグ）と知り合う。ガスの悪ふざけで出勤一日目に顧客を怒らせたことから、チャーリーは即クビに…。肩を落として会社を出ようとしたら、責任を感じたガスが追いかけてきてチャーリーにある犯罪計画を耳打ちする。
その夜、パブでチャーリーと落ち合ったガスは詳細を話す。その計画とは、町に住む牧師の脅迫だった。というのも、顧客情報を見ているとき、ガスはその中に違法ポルノサイトへ頻繁にアクセスする人物を発見。よくよく調べてみると、由緒ある牧師だったため、それをネタにゆすり大金をせしめようと思いついたのだ。そんなガスの計画にはじめは躊躇するチャーリーだったが、積極的なガスに乗せられて計画に加担することに。2人で行う犯罪計画だったが、たまたま後ろの席に座り盗み聞きしていたジョージー（アリス・イヴ）も参加することに。
犯行当夜、綿密に練られた計画のはずだったが事は思わぬ方向へ独り歩きし始めて、続々と死者が出始める。

## キャスト
※括弧内は日本語吹き替え
- チャーリー - デヴィッド・シュワイマー（牛山茂）
- ガス - サイモン・ペグ（後藤哲夫）
- ジョージー・マクブルーム - アリス・イヴ（河原木志穂）
- ペネロペ・ウッド - ナターシャ・マケルホーン（金野恵子）
- ハインズ刑事 - ジョン・ポリト（西川幾雄）
- スモールズ夫人 - ミミ・ロジャース（瑚海みどり）
- 盲目の老人 - ジュリアン・グローヴァー

## スタッフ
- 監督：ジャン=バチスト・アンドレア
- 製作総指揮：スティーヴ・クリスチャン、フランソワ・イヴェルネル、リンダ・ジェームズ、キャメロン・マクラッケン
- 製作：アンドラス・ハモニ
- 脚本：ジャン=バチスト・アンドレア、ビリー・アッシャー
- 音楽：ハリー・マンフレディーニ
- 撮影：リチャード・グレイトレックス
- 編集：ダリル・ジョーダン、アントイン・ヴァレイリー